# 김해대청고등학교
김해대청고등학교(金海大淸高等學校)는 대한민국 경상남도 김해시 대청동에 있는 공립 고등학교이다.

## 학교 연혁
- 2003년 1월 4일 : 김해대청고등학교 설립 인가
- 2003년 3월 1일 : 초대 신판기 교장 취임
- 2003년 3월 6일 : 제1회 입학식(10학급 349명) 및 개교
- 2003년 5월 7일 : 학교급식소 개소
- 2006년 2월 16일 : 제1회 졸업식(315명)
- 2008년 3월 1일 : 반룡재 및 청운재(특별학습실, 최신 독서대 220석) 운영
- 2011년 3월 1일 : 자율학교(기숙형교교) 선정
- 2011년 4월 13일 : 기숙사(반룡학사) 개관
- 2012년 3월 1일 : 창의경영(자율형)학교 운영(2012～2014학년도)
- 2014년 3월 1일 : 기숙형 자율학교 운영(2014. 03. 01 ~ 2017. 02. 28)
- 2022년 12월 21일 : 제18회 졸업식(348명, 누계 7,054명)
- 2023년 3월 1일 : 제10대 민재식 교장 취임
- 2023년 3월 2일 : 제21회 입학식 (15학급(1) 397명)

## 참고 자료
- 김해대청고등학교 - 한국교육학술정보원 학교알리미